# Namba
Namba (難波?, Nanba) è un'area famosa per lo shopping, gli intrattenimenti, la vita notturna e per essere un centro nevralgico dei trasporti a Osaka, in Giappone. Si trova nella zona sud del centro cittadino chiamata Minami e si divide tra i quartieri di Chūō-ku e Naniwa-ku.

## Storia

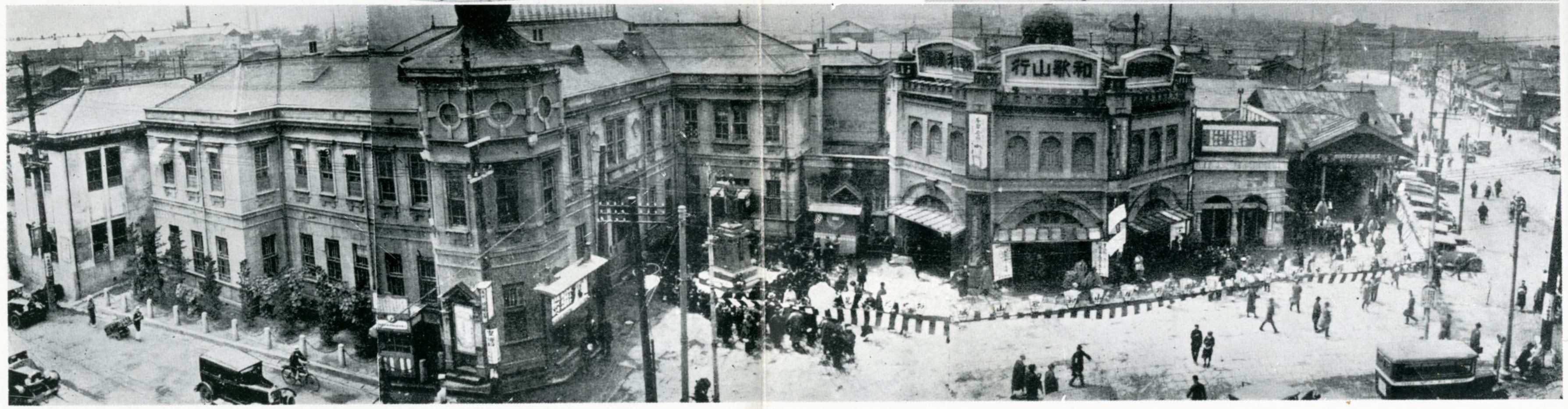
La stazione di Namba nei primi anni del Novecento

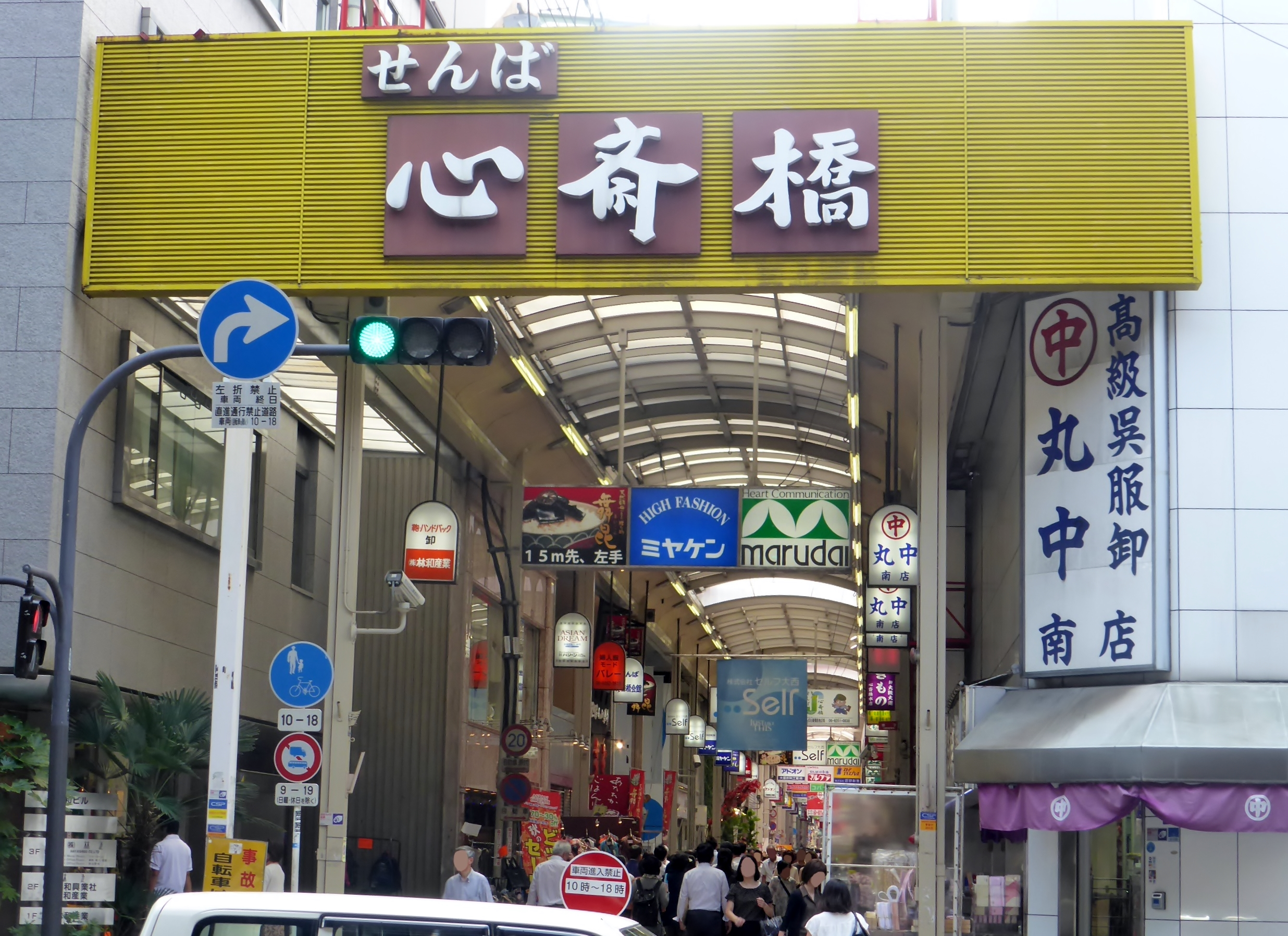
Ingresso dello shōtengai Shinsaibashisuji

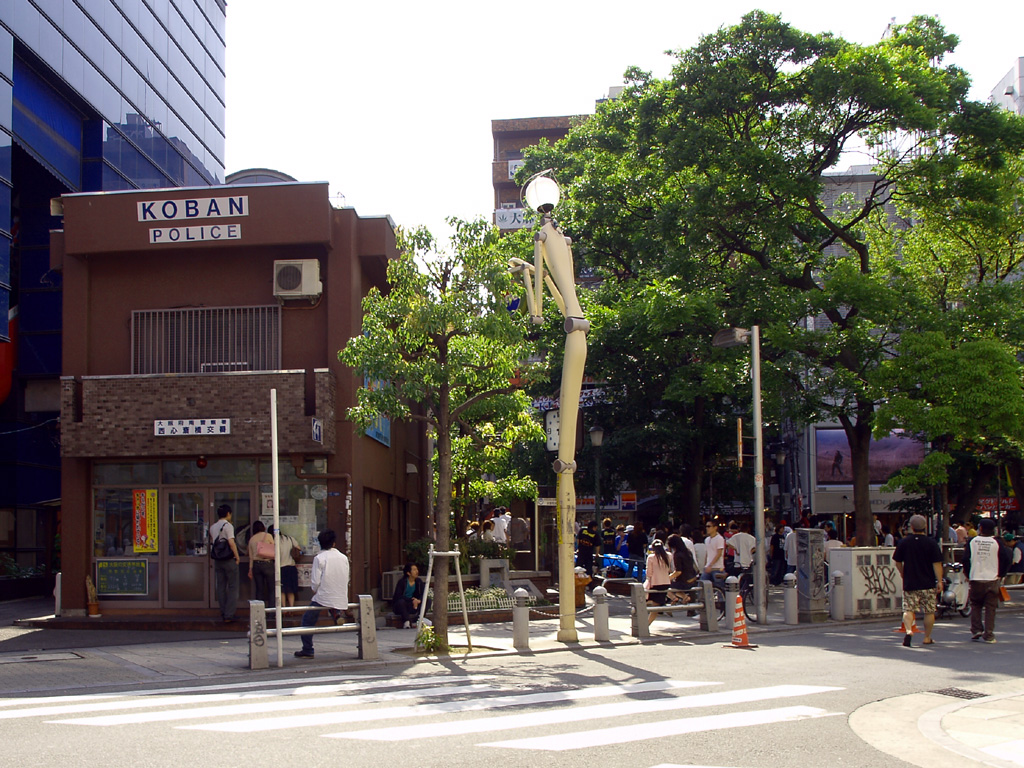
Piazzetta di Amerikamura

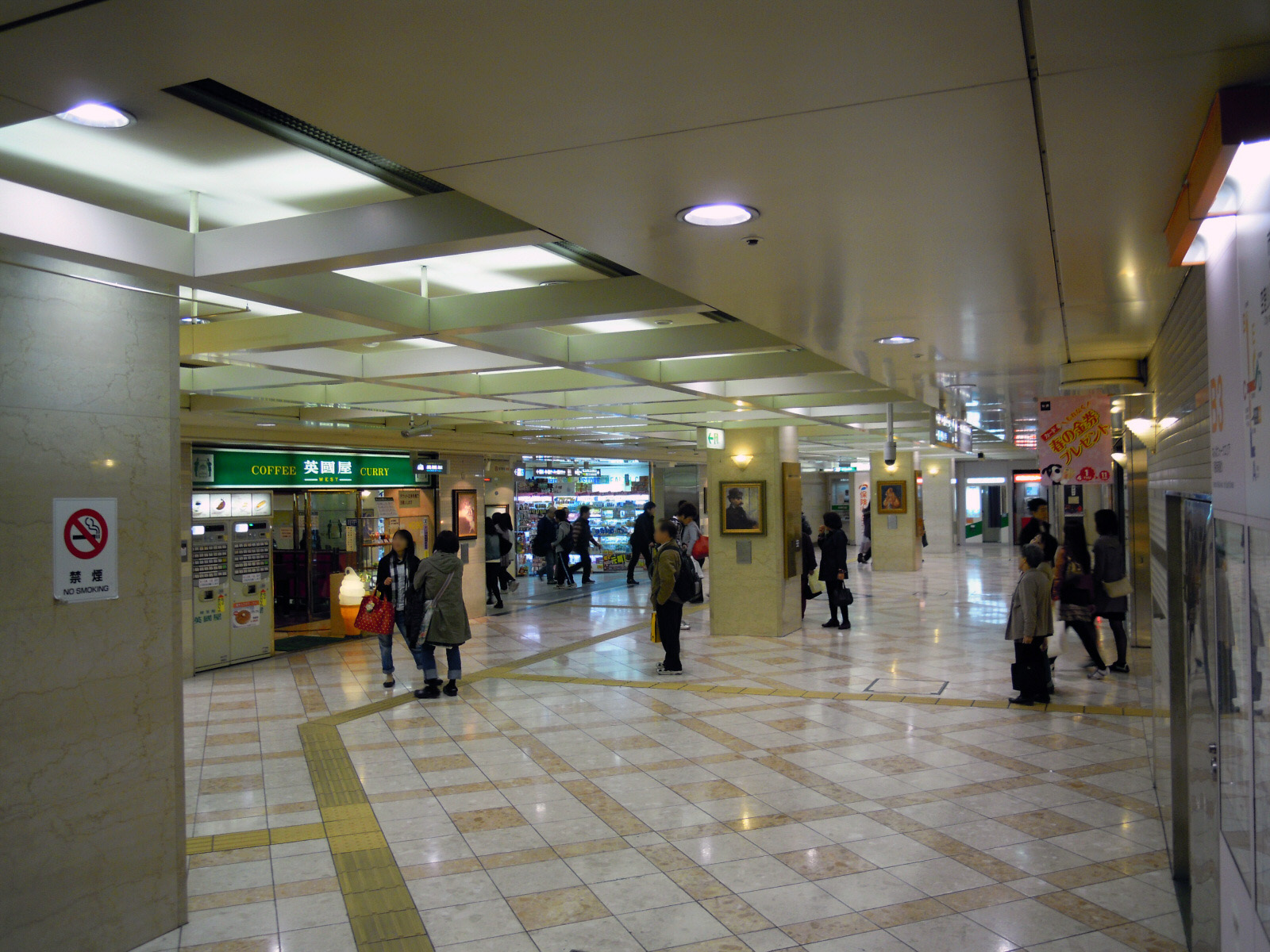
Galleria sotterranea Namba Walk

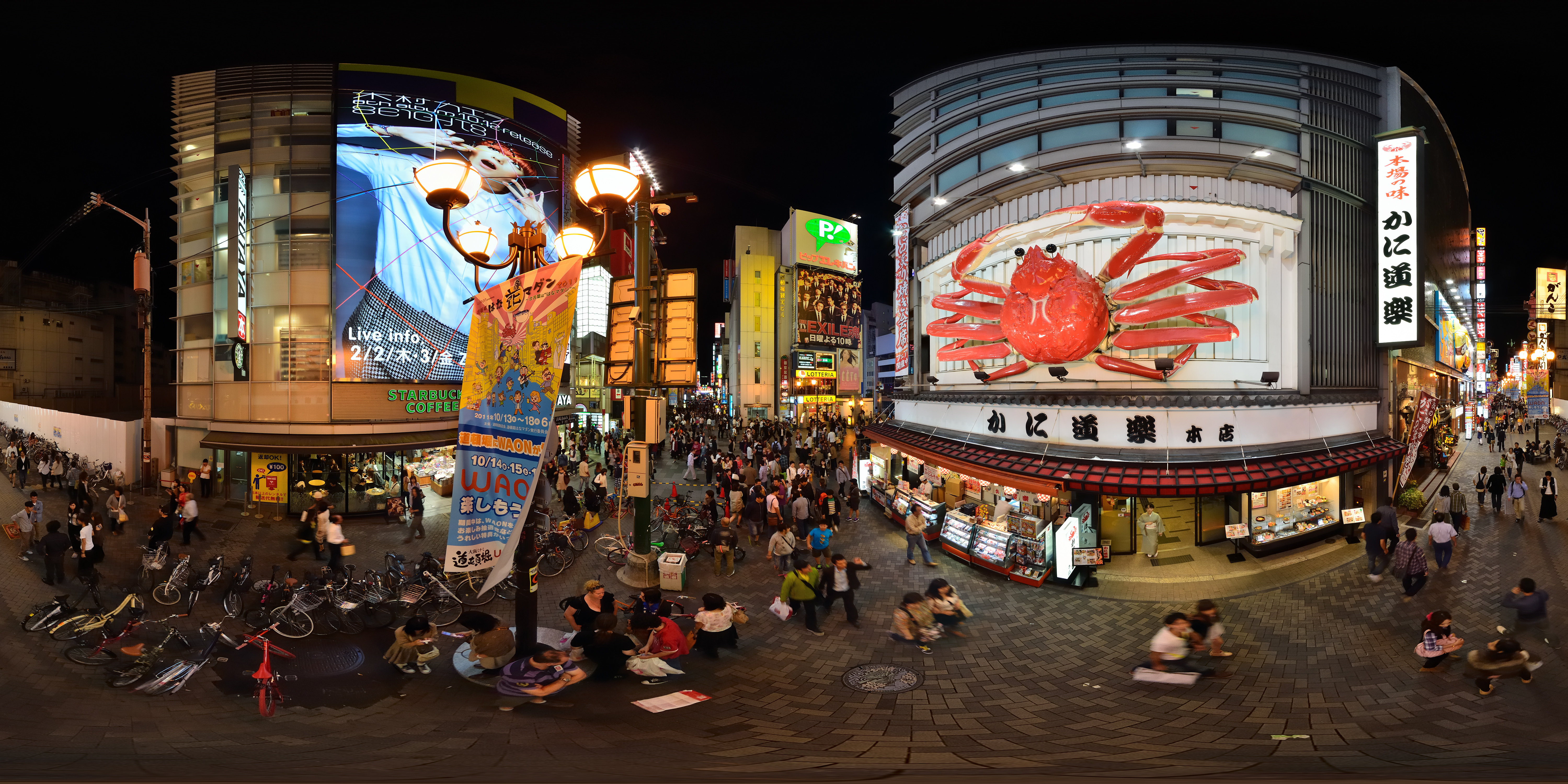
Il ristorante Kani Dōraku con menù a base di granchi a Dōtonbori, con il famoso granchio meccanico a chele mobili

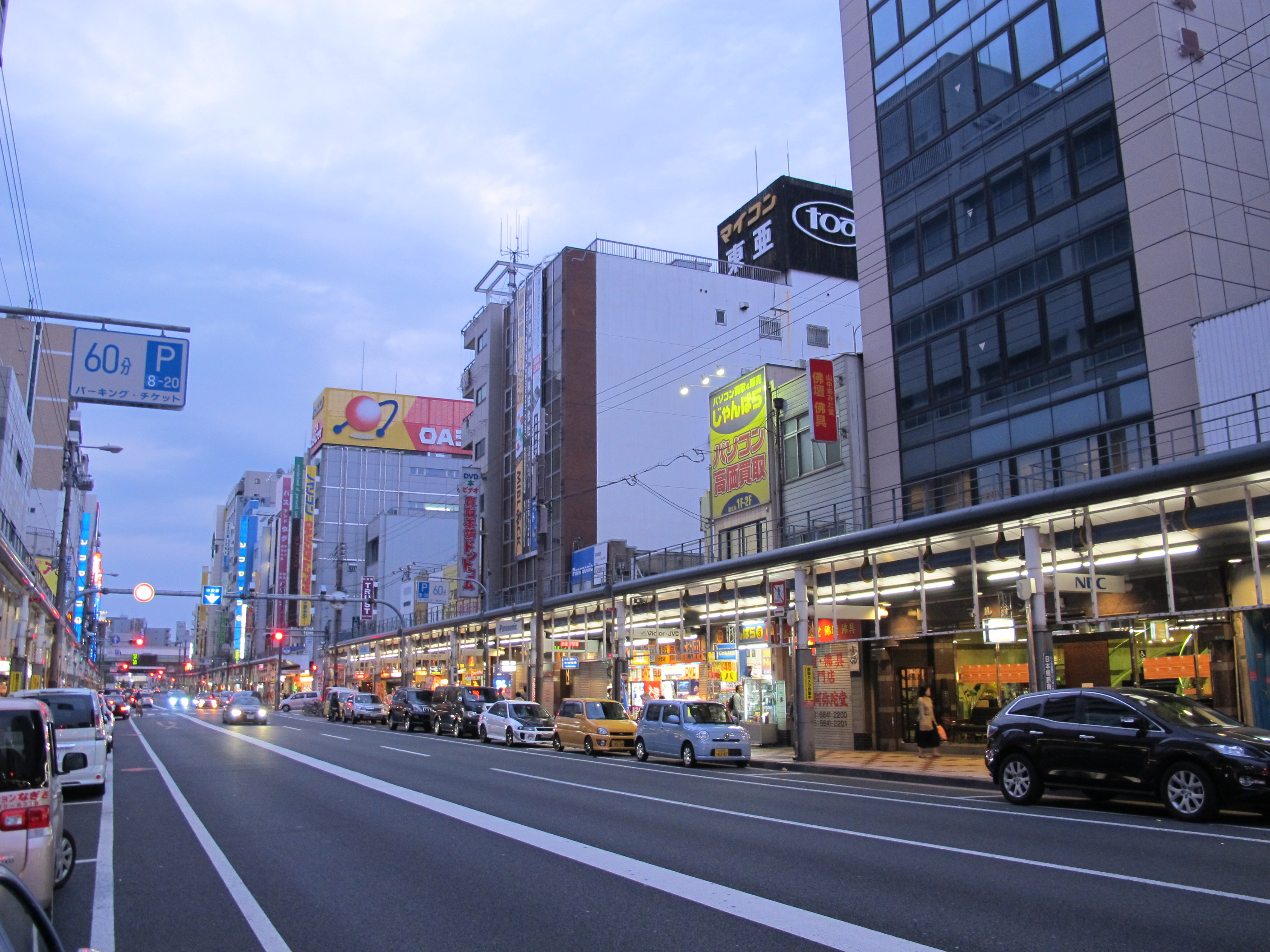
Fila di negozi di elettronica a Den Den Town

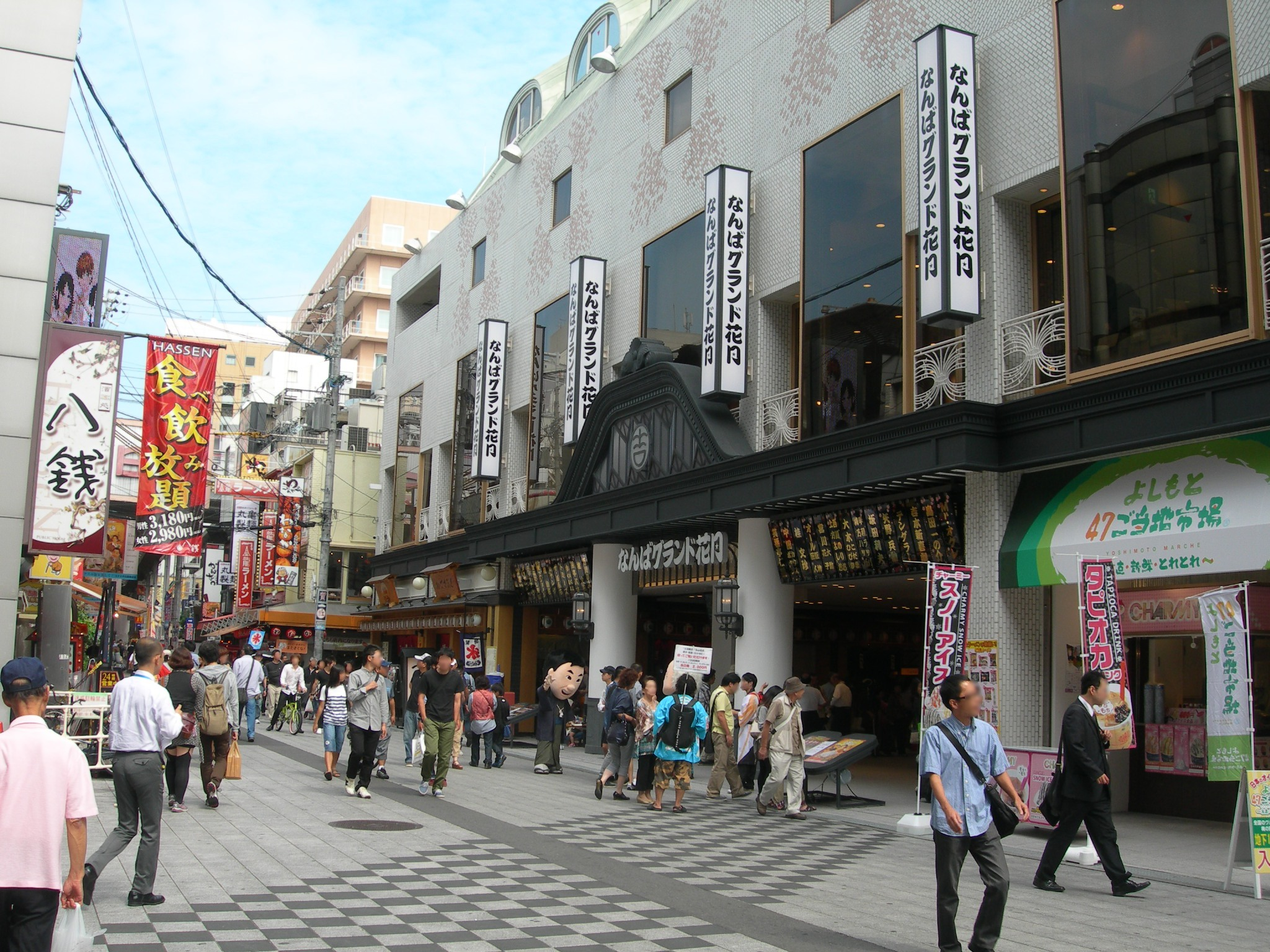
Namba Grand Kagetsu

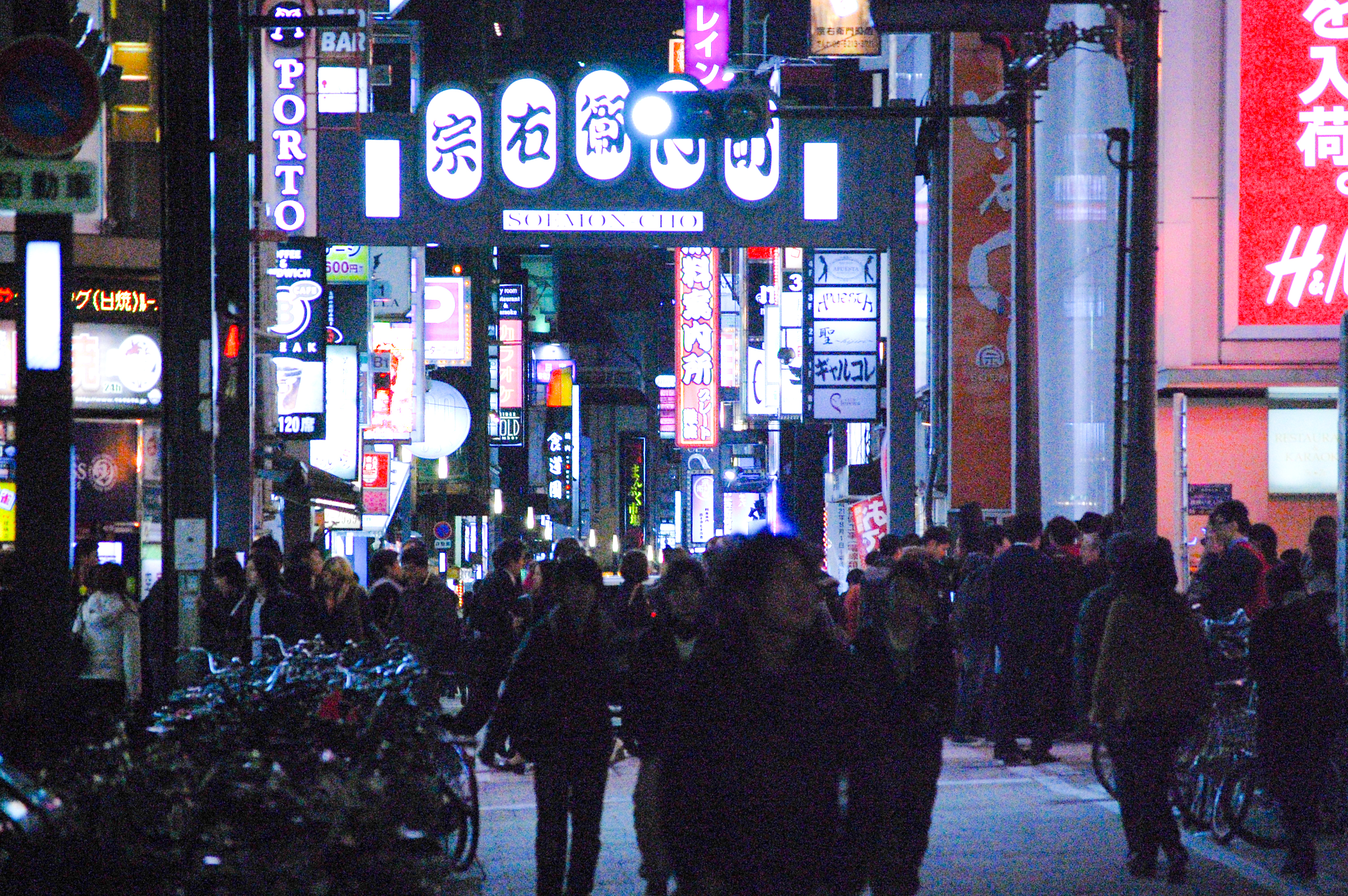
Vita notturna a Soemonchō

Il nome Namba fu usato per la prima volta all'inizio del periodo Edo (1603-1868) per indicare un insieme di piccoli centri abitati della zona che erano diventati famosi per i loro commerci. Questi centri furono uniti nel 1700 per istituire il villaggio (村?, mura) di Namba. Il primo e più grande distretto commerciale della zona e dell'intera Osaka fu Shinsaibashi, che in origine divenne famoso e prosperò per i negozi di utensili, di antichità e di libri. In seguito prese questo nome nel periodo Meiji dal ponte Shinsai (心斎橋?, Shinsaibashi) sul fiume Nagahori (長堀川?, Nagahorigawa), interrato nel 1962.
La zona ebbe grande sviluppo dopo che nel 1885 fu inaugurato il tratto ferroviario di 8 km della Ferrovia Hankai, l'odierna Ferrovia elettrica Nankai, tra Namba e il fiume Yamato. La linea fu estesa a Sakai nel 1888. Nel 1897 il villaggio fu incorporato nella municipalità di Osaka e poco dopo furono aperti molti ristoranti, grandi magazzini e locali di intrattenimento. Come gran parte della città, durante la seconda guerra mondiale Namba fu quasi totalmente rasa al suolo dai bombardamenti. È strettamente associata con i vicini distretti commerciali di Dōtonbori e Shinsaibashi, che si trovano a nord della stazione di Namba.

## Attività commerciali
La zona dello shopping che ha per centro Namba è chiamata Minami, che significa sud, mentre l'altra grande zona dello shopping in centro città è Kita (nord), il cui centro è Umeda. La zona di Shinsaibashi si sviluppa intorno allo Shinsaibashisuji, uno dei più eleganti shōtengai della città, dove si trovano i negozi delle più famose aziende di articoli lussuosi. All'estremità sud di Shinsaibashisuji vi è Dōtonbori, a cui si accede attraverso il ponte Ebisubashi, noto punto di ritrovo per i giovani di Osaka, oltre il quale lo shōtengai continua con il nome Ebisubashisuji per circa 200 metri e termina nel piazzale della stazione di Namba.
Altre aree famose per gli acquisti dei dintorni sono Nipponbashi, che si trova ad est della stazione di Namba, Minami Semba, a nord di Shinsaibashi, Kitahorie e Minamihorie, ad est di Shinsaibashi, nella cui zona si trovano anche Yoroppa-mura (villaggio europeo) e Amerika-mura (villaggio americano), quest'ultimo particolarmente frequentato dai giovani per i suoi negozi di articoli alla moda. La zona di Sennichimae, a est di Dōtonbori, ha due shōtengai e molti vicoli pieni di economici negozi e ristoranti frequentati soprattutto dai meno giovani, in particolare visitatori provenienti dal sud della prefettura. È un circondario tipico dello sviluppo commerciale e urbanistico cittadino nel dopoguerra.
Sotto la stazione di Namba si trova la vasta galleria sotterranea Namba Walk, con 270 negozi, altre attrazioni e diretto accesso a stazioni della metropolitana. Tra i centri commerciali di Namba e dintorni vi sono il Namba Parks, costruito a forma di canyon e dotato di giardini pensili con folta vegetazione, lo O1O1 Namba Marui, l'esclusivo Daimaru di Shinsaibashi, il Takashimaya sopra la stazione di Namba, noto per la qualità dei prodotti e dei ristoranti al suo interno, il namBa HIPS ecc.
Osaka è nota come capitale giapponese della buona cucina e per il motto Kuidaore (mangia fino a quando ti ribalti), e i molti ristoranti di Namba e dintorni fanno parte di questa tradizione; particolarmente frequentati sono quelli di Dōtonbori, di Sōemonchō, della via pedonale Hōzenji-yokochō, che conserva l'antica pavimentazione con lastroni in pietra e di Ura-Namba. I negozi degli shōtengai di Sennichima Doguyasuji e di Kuromon Ichiba a Nipponbashi sono specializzati in generi alimentari di alta qualità e articoli per la cucina. In particolare, a Kuromon Ichiba vanno a comprare cibi i migliori chef della città. A Nipponbashi si trova anche la cittadella Den Den Town, famosa per i molti negozi che vendono articoli di elettronica.

## Locali di intrattenimento
La zona è considerata la culla delle arti performative dell'intero Kansai, con vari locali dove si può assistere a spettacoli delle antiche arti tradizionali di bunraku, kabuki e manzai. Un teatro molto famoso per la commedia e in particolare per quella tradizionale del manzai è il Namba Grand Kagetsu, sede della compagnia Yoshimoto Kōgyō. Altri importanti teatri della zona sono il Daihatsu Move della Shōchiku per la commedia, lo Shōchikuza che propone rappresentazioni di kabuki, musical ecc., il teatro nazionale bunraku, specializzato in marionette, e l'NMB Theatre, dove si esibisce regolarmente il gruppo idol delle NMB48.
Il Museo prefettizio di Osaka della commedia e delle arti performative di Kamigata ha sede a Namba e conserva al suo interno materiali e documenti sulle arti recitative in Kansai, tra cui quelli riguardanti il rakugo, il manzai, il rōkyoku e il kōdan. La Zepp Namba è la più grande sala per concerti del Giappone occidentale con una capienza di oltre 2 500 spettatori. La Sala espositiva Takashimaya, che si trova nell'edificio Tashimaya dove ha sede anche l'omonimo grande magazzino, ospita oltre 20 000 oggetti d'arte di grande valore.
La vita notturna della zona di Namba è tra le più movimentate di Osaka, in particolare quella un po' più costosa nel vecchio quartiere di Soemonchō, vicino a Dōtonbori. I locali notturni della tradizione giapponese (水商売?, mizu shōbai, letteralmente: commercio dell'acqua), comprendenti i night club chiamati hostess club, hanno risentito gli effetti della crisi legata alla bolla speculativa giapponese di fine anni ottanta, ma continuano ad attrarre una numerosa clientela.

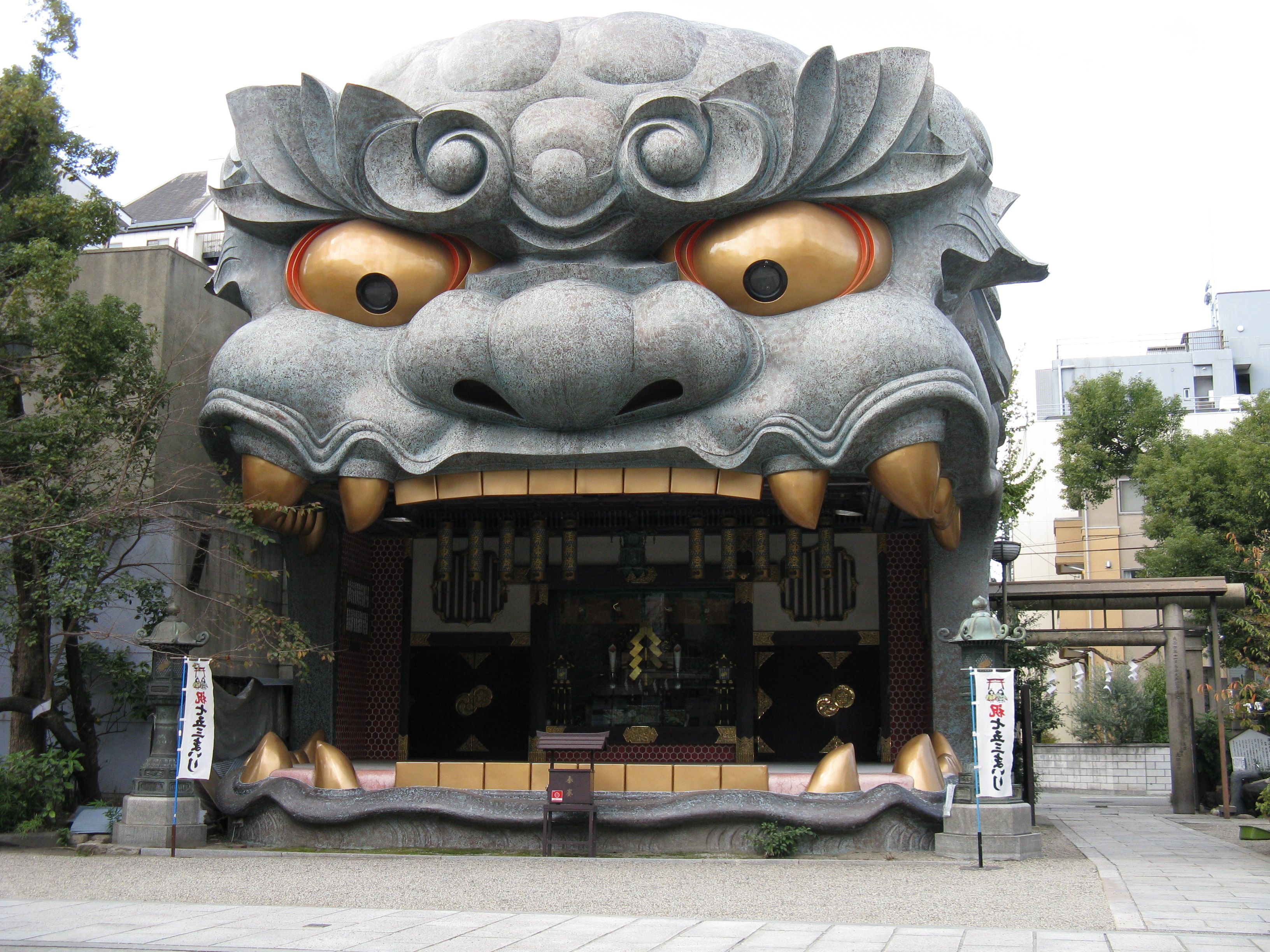
Santuario Namba Yasaka

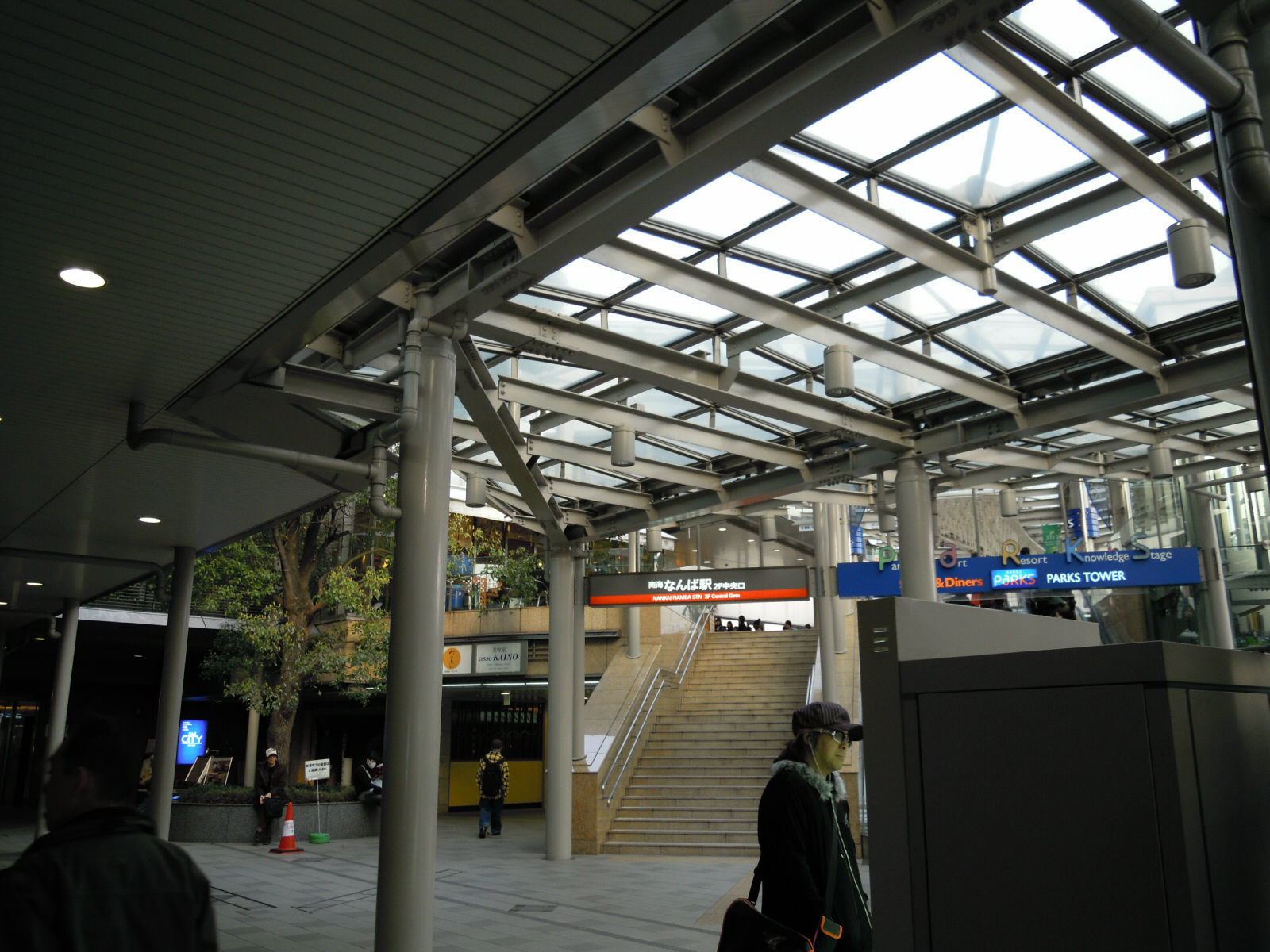
Stazione Namba Nankai

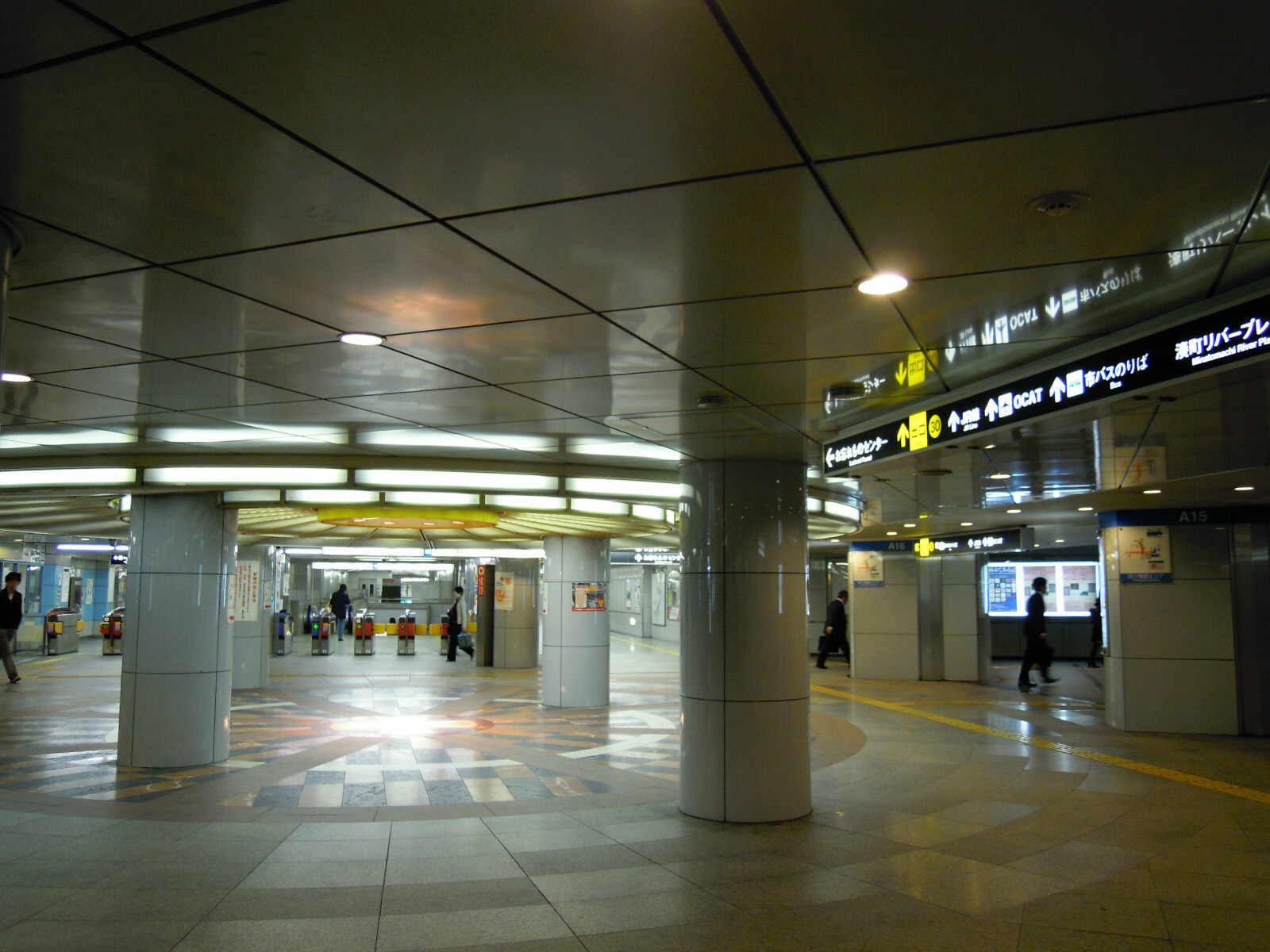
Ingresso di una stazione della metropolitana da Namba Walk

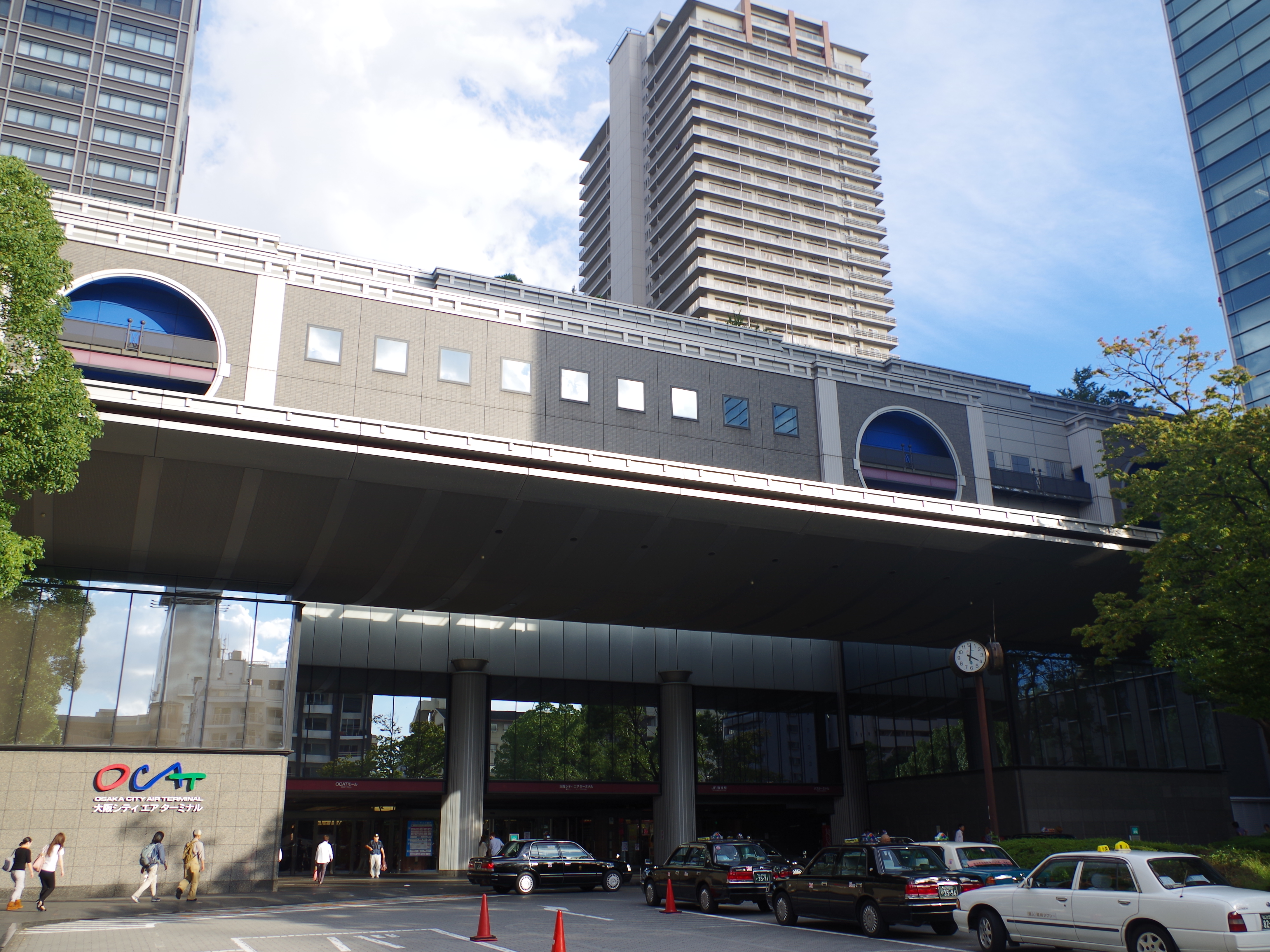
Terminal degli autobus OKAT

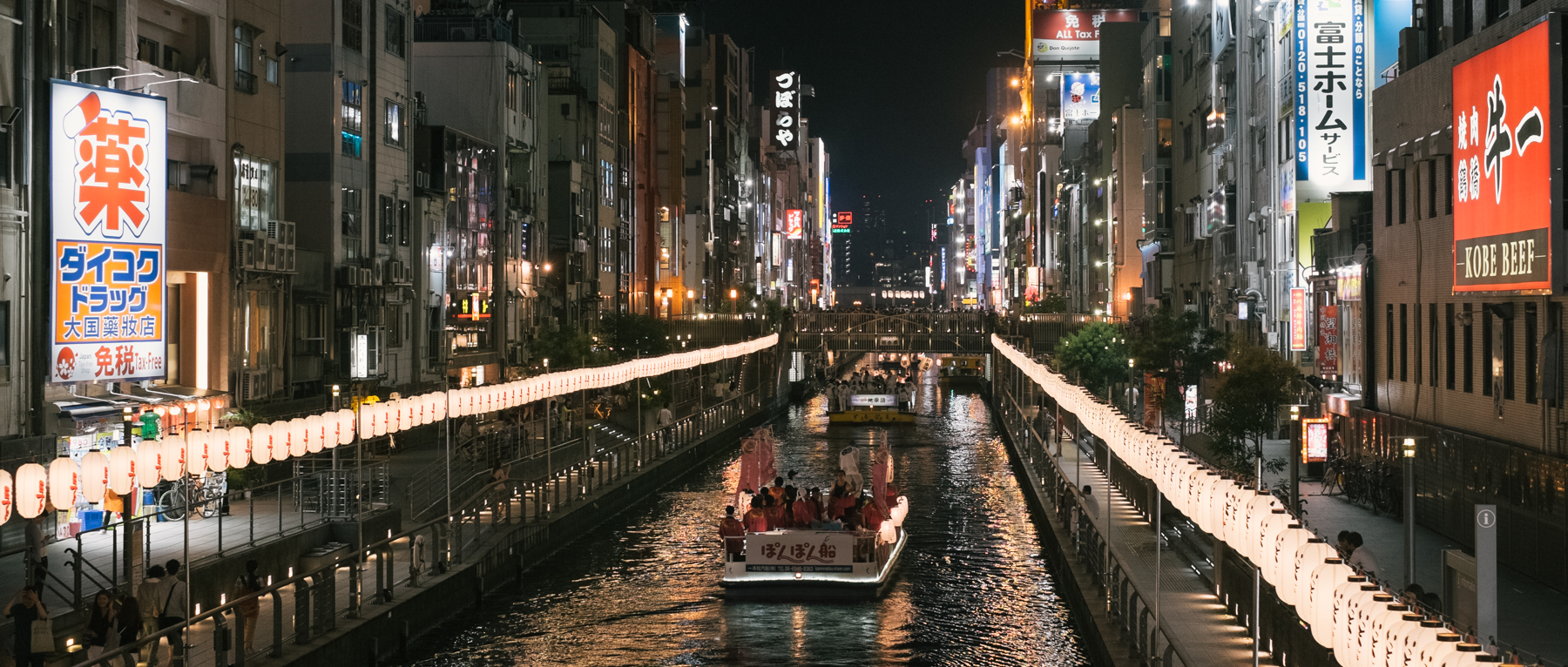
Motobattello sul canale Dōtonbori

## Edifici religiosi
Nell'antico santuario Namba Yasaka si celebra quella che è considerata la divinità protettrice di Namba. Ricostruito dopo i bombardamenti della seconda guerra mondiale, ha perso parte del suo antico splendore. Una delle diverse cerimonie che si tengono al suo interno, nel 2001 è stata designata come la prima fra le manifestazioni culturali della tradizione di Osaka.
Nella zona di Shinsaibashi si trova il santuario di Namba, che si dice sia stato fatto costruire dall'imperatore Hanzei nel V secolo. L'edificio originale era a Matsubara e il santuario fu spostato a Namba nel XVI secolo. Nel suo giardino, durante il periodo Edo, vi era un edificio chiamato Bunraku-za del santuario Inari, dove furono rappresentati i primi spettacoli di marionette del bunraku, che ebbe quindi qui la sua origine.
Il tempio buddhista Hōzen-ji, situato a sud del canale Dōtonbori, fu fondato nel 1597 ed è uno dei pochi edifici di Namba che sono rimasti dopo i bombardamenti della seconda guerra mondiale. È considerato in tutto il Giappone di grande auspicio per il parto ed è sempre affollato da fedeli che gettano acqua sulla statua in pietra del buddha Amida invocandone l'aiuto.

## Trasporti

### Stazioni ferroviarie
- JR West
  - Stazione di JR Namba
- Ferrovie Kintetsu
  - Stazione di Ōsaka Namba
  - Stazione di Kintetsu-Nippombashi
- Ferrovie Hanshin
  - Stazione di Ōsaka Namba
- Ferrovia elettrica Nankai
  - Stazione di Namba

### Stazioni della metropolitana
- Metropolitana di Osaka
  - Shinsaibashi
  - Namba
  - Nippombashi
  - Tanimachi Kyūchōme
  - Sakuragawa
  - Nishiōhashi
  - Nagahoribashi
  - Yotsubashi

### Autobus
Nei pressi della stazione di Namba si trova l'OCAT, Osaka City Air Terminal, il più grande terminal per autobus del Giappone occidentale. Collega Osaka con gli aeroporti vicini e con le maggiori città del Paese fino a Sendai a nord e Kagoshima a sud. La struttura ha al suo interno anche uffici, negozi, ristoranti e un giardino pensile sul tetto.

### Battelli
Un'azienda privata propone le Naniwa Tanken cruise (crociere sui fiumi di Osaka), visite guidate per turisti a bordo di moto-battelli lungo i fiumi e canali di Osaka, compreso Dōtonbori.